# ورن فلمینگ
ورن فلمینگ (انگلیسی: Vern Fleming؛ زاده ۴ فوریهٔ ۱۹۶۲) یک ورزشکار اهل ایالات متحده آمریکا است. 